# Сикайн (царство)
Сикайн (бирм. စစ်ကိုင်းခေတ်) — средневековое государство, существовавшее на территории современной Мьянмы.
В 1313 году Тхинатху перенёс столицу своего государства из Пинле на реку Иравади, в город Пинья. На коронации вдова правителя Паганского царства преподнесла Тхинатху символы царской власти, и он начал рассматривать себя как преемника правителей Пагана. Он усыновил Узану — сына Чосвы — и в 1315 году объявил его наследником престола.
Савьюн — родной сын Тхинатху — не смирился с тем, что его обошли в вопросе престолонаследия. Не бунтуя формально против отца, он 16 мая 1315 года переправился на западный берег Иравади, и обосновался в лежащем напротив Пиньи Сикайне. Когда в 1325 году Тхинатху скончался, Савьюн не стал подчиняться Узане, и стал правителем независимого царства: Пинья контролировала восточные и южные части Центральной Мьянмы, Сикайн — западные и северные.
Царства Сикайн и Пинья периодически воевали друг с другом, но ни одна из сторон не могла взять вверх. Кроме того, угрозу обоим представляли шанские княжества, образовавшиеся после ухода монголов в северных землях Мьянмы. В 1350-х годах шанские набеги стали усиливаться.
В 1364 году правивший тогда в Пинье царь Наратху решил избавиться и от Сикайна, и от шанов. Он предложил Саопхе — шанскому правителю Могаунга — вместе напасть на Сикайн. Хотя Наратху предал шанских союзников и не стал участвовать в битве, шаны смогли уничтожить Сикайн в одиночку.